# Образцово-Травіно
Образцово-Травіно (рос. Образцово-Травино) — село у Камизяцькому районі Астраханської області Російської Федерації.
Населення становить 2730 осіб (2010). Входить до складу муніципального утворення Образцово-Травінська сільська рада.

## Історія
Населений пункт розташований на території українського етнічного та культурного краю Жовтий Клин. Від 1925 року належить до Камизяцького району.
Згідно із законом від 6 серпня 2004 року органом місцевого самоврядування є Образцово-Травінська сільська рада.

## Населення
| 1959 | 2002  | 2008  | 2010  |
| ---- | ----- | ----- | ----- |
| 3847 | ↘2840 | ↗3030 | ↘2730 |